# 桐ケ谷章
桐ケ谷章（きりがや あきら、1942年〈昭和17年〉 - ）は、日本の弁護士。創価大学法学部の名誉教授。創価学会副会長などの役職を務めた。

## 経歴
1942年（昭和17年）7月に神奈川県で生まれた。1966年3月東京大学法学部卒業。1968年３月に東京大学大学院（法学政治研究科）修了。司法試験に合格し、1970年に弁護士に登録された。東京弁護士会に所属。
1986年4月に創価大学（法学部）教授に就任。退職後に、創価大学（法学部）名誉教授になる。
創価学会副会長、宗教法学会理事、21世紀弁護士人権フォーラム理事長などの役職を務めた。専攻は宗教法。